# Pri'el
Pri'el (hebrejsky: פריאל) byla izraelská osada v bloku osad Chevel Jamit nacházející se v severovýchodním cípu Sinajského poloostrova jihovýchodně od města Jamit. Šlo o zemědělskou osadu typu mošav. Vesnice byla vystěhována v roce 1982 v důsledku podpisu Egyptsko-izraelské mírové smlouvy.